# Great Wilne
Great Wilne est un village situé dans le comté de Derbyshire, en Angleterre, à la frontière du Leicestershire. 
Il se trouve à 11 km au sud-est de Derby. Le village est séparé de son église St Chad par la rivière. L'église se trouve dans le très petit hameau de Church Wilne, auquel on ne peut accéder que par une courte marche via le pont qui enjambe la rivière Derwent, ou par un long trajet en voiture qui nécessite de sortir du comté. Lors du recensement de 2011, la population était incluse dans la paroisse civile de Shardlow et Great Wilne.

## Histoire
En 1009, Æþelræd Unræd (le roi Ethelred l'Unready) signe une charte au Grand Conseil qui reconnaît la position et les limites de Westune. Les terres décrites dans cette charte comprennent les terres connues aujourd'hui sous le nom de Shardlow, Great Wilne, Church Wilne, Crich, Smalley, Morley, Weston et Aston-on-Trent. En vertu de cette charte, Æþelræd accorde à son ministre un certain nombre de droits qui lui permettent de s'affranchir de l'impôt et de gouverner à sa guise au sein du manoir.
Wilne est toujours mentionné dans le livre de Domesday comme un village en 1086.
Shardlow et Great Wilne ont été inclus dans la paroisse d'Aston-on-Trent jusqu'en 1838, date à laquelle Shardlow a construit sa propre église.

## Administration locale
Great Wilne fait partie de la paroisse civile de Shardlow et Great Wilne et du district de South Derbyshire.

## Eglise de Wilne
Il existe des preuves archéologiques d'un village médiéval déserté à Church Wilne. L'eau de St Chad, qui a été achetée par le conseil du district de Draycott, est une réserve naturelle et un site pour les sports nautiques.